# يوتاكا إيكيوتشي
يوتاكا إيكيوتشي (باليابانية: 池内 豊) (25 أغسطس 1961 في آيتشي في اليابان – )؛ هو لاعب كرة قدم ياباني سابق كان يلعب كمدافع. سبق له أن لعب مع منتخب اليابان.

## وصلات خارجية
- يوتاكا إيكيوتشي على موقع ناشيونال فوتبول تيمز (الإنجليزية)
- يوتاكا إيكيوتشي على موقع كووورة

- National Football Teams
- Japan National Football Team Database